# افو (نوازنده)
افو (ارمنی: Էֆո؛   زادهٔ ۹ ژانویهٔ ۱۹۸۵) نوازنده Դհոլ اهل ارمنستان بود.

## زندگی‌نامه
وی با نام سرگئی خاچاطریان اصلی (ارمنی: Սերգեյ Խաչատրյան) در ۹ ژانویهٔ ۱۹۸۵ در ایروان به دنیا آمد . همچنین برندهٔ جوایزی همچون هنرمند شایسته جمهوری ارمنستان شده است.